# Speaker of the New Zealand House of Representatives
Der Speaker of the New Zealand House of Representatives ist der Vorsitzende des neuseeländischen Repräsentantenhauses, sein Sitzungsleiter, kommunikative Schnittstelle zur britischen Krone und Hausherr des Parlamentes. Die Position des Speakers birgt nach dem Generalgouverneur und dem Premierminister das verfassungsmäßig dritthöchste Amt des Landes. Der Speaker vertritt das Haus international und gegenüber wichtigen Gästen. Seine Rolle ist ähnlich einem Parlamentspräsidenten.

## Geschichte
Die Rolle des Speakers wurde mit der Gründung des House of Representatives als Unterhaus nach britischem Vorbild auf Grundlage des New Zealand Constitution Act im Jahr 1852 definiert. Neuseeland bekam damit das Recht zur Selbstverwaltung und hatte damit die Möglichkeit zur Wahl seiner eigenen Repräsentanten für sein Parlament und die Möglichkeit zur Bildung einer eigenen Regierung. Auf seiner ersten Sitzung des Repräsentantenhauses wurde am 26. Mai 1854 der damals 41-jährige Politiker Charles Clifford zum ersten Speaker des Hauses gewählt. Er sollte damit auch der jüngste jemals gewählte Vorsitzendes des Hauses bis heute gewesen sein. Nachdem Clifford das Amt 1860 durch andere Mehrheitsverhältnisse im Haus verloren hatte, ging er zurück nach England, blieb aber dem Amt noch so verbunden, dass er dem Haus für den Speaker ein Mace (Zepter) schenkte und besondere Kleider für die Amtsperson entwarf.

## Rolle des Speakers
Der Speaker ist ein per General Election (Parlamentswahl) gewähltes Mitglied des House of Representatives. In seiner konstituierenden Sitzung des neu gewählten Repräsentantenhauses wird aus den Reihen der Parlamentarier der Speaker per Mehrheitswahl gewählt. Anschließend geht der so Gewählte zum Generalgouverneur und wird dort vereidigt. Kurz vor 14:00 Uhr eines jeden Sitzungstages des Repräsentantenhauses geht der Speaker, einer Zeremonie gleich, von seinem Büro zum Sitzungssaal, nimmt seinen erhöht befindlichen Stuhl ein und eröffnet mit dem Mace die Sitzung des Hauses. Der Speaker erteilt das Rederecht, ruft zu heftig Debattierende zur Ordnung und wird von den Parlamentariern immer als Mr. Speaker angesprochen. Der Speaker besitzt das Recht, Abgeordnete, die sich nicht an die Regeln des Hauses halten, in schwerwiegenden Fällen für 7 Tage, für 28 Tage oder gar für den Rest des Jahres von den Sitzungen auszuschließen. Seine Entscheidung muss allerdings vom Haus stets bestätigt werden. Gänzlich ausschließen kann man einen Abgeordneten vom Parlament aber nicht.
Der Speaker bestimmt des Weiteren über die Sitzordnung des Hauses, wobei traditionell die Regierungspartei zur Rechten des Speakers sitzt und die führende Oppositionspartei zur Linken.
Seit der Reform der neuseeländischen Verfassung durch den Constitution Act 1986 wurden die Aufgabenbereiche des Speaker in Neuseeland erweitert. So sitzt er seitdem zusätzlich drei Ausschüssen vor, 
- dem Business Committee (Ausschuss für Geschäftsangelegenheiten, hier Verfahrensfragen),
- dem Standing Orders Committee (Ausschuss für die Geschäftsordnung, hier Verfahrensfragen),
- und dem Officers of Parliament Committee (Ausschuss für die Ausstattung der Büros des Rechnungsprüfers, des parlamentarischen Beauftragten für die Ausstattung des Parlaments und des Ombudsmanns).

Auch in der Parliamentary Service Commission (Kommission für den parlamentarischen Dienst) hat der Speaker den Vorsitz.

## Liste der Speaker of the New Zealand House of Representatives
| Nr. | Name                                   | Ehrungen                | Partei         | Amtszeit  | Bemerkung                                                                        |
| --- | -------------------------------------- | ----------------------- | -------------- | --------- | -------------------------------------------------------------------------------- |
| 01. | Charles Clifford (1813–1893)           | Knight Batchelor, Baron |                | 1854–1860 | mit 41 Jahren der jüngste Speaker, den das House of Representatives jemals hatte |
| 02. | David Monro (1813–1877)                |                         |                | 1861–1870 |                                                                                  |
| 03. | Francis Dillon Bell (1822–1898)        | KCMG                    |                | 1871–1875 |                                                                                  |
| 04. | William Fitzherbert (1810–1891)        | KCMG                    |                | 1876–1879 |                                                                                  |
| 05. | George Maurice O’Rorke (1830–1916)     |                         | Liberal Party  | 1894–1902 |                                                                                  |
| 06. | William Jukes Steward (1841–1912)      |                         | Liberal Party  | 1891–1893 |                                                                                  |
| 07. | Arthur Robert Guinness (1846–1913)     |                         | Liberal Party  | 1903–1913 |                                                                                  |
| 08. | Frederic William Lang (1852–1937)      |                         | Reform Party   | 1913–1922 |                                                                                  |
| 09. | Charles Ernest Statham (1875–1946)     |                         | Unabhängig     | 1923–1935 |                                                                                  |
| 10. | William Edward Barnard (1886–1958)     |                         | Labour Party   | 1936–1943 |                                                                                  |
| 11. | Frederick William Schramm (1886–1962)  |                         | Labour Party   | 1944–1946 |                                                                                  |
| 12. | Robert McKeen (1884–1974)              |                         | Labour Party   | 1947–1950 |                                                                                  |
| 13. | Matthew Henry Oram (1885–1969)         |                         | National Party | 1950–1957 |                                                                                  |
| 14. | Robert Mafeking Macfarlane (1901–1981) | KCMG                    | Labour Party   | 1958–1960 |                                                                                  |
| 15. | Ronald Macmillan Algie (1888–1978)     |                         | National Party | 1961–1966 |                                                                                  |
| 16. | Roy Emile Jack (1914–1977)             |                         | National Party | 1967–1972 |                                                                                  |
| 17. | Alfred Ernest Allen (1912–1987)        | CMG                     | National Party | 1972      |                                                                                  |
| 18. | Stanley Austin Whitehead (1907–1976)   |                         | Labour Party   | 1973–1975 |                                                                                  |
| 19. | Roy Emile Jack (1914–1977)             |                         | National Party | 1976–1977 |                                                                                  |
| 20. | Richard Harrison (1921–2003)           |                         | National Party | 1978–1984 |                                                                                  |
| 21. | Basil Malcolm Arthur (1928–1985)       |                         | Labour Party   | 1984–1985 |                                                                                  |
| 22. | Gerard Aloysius Wall (1920–1992)       |                         | Labour Party   | 1985–1987 |                                                                                  |
| 23. | Thomas Kerry Burke (1942–)             |                         | Labour Party   | 1987–1990 |                                                                                  |
| 24. | Robert McDowall Gray (1931–)           |                         | National Party | 1990–1993 |                                                                                  |
| 25. | Peter Wilfred Tapsell (1930–2012)      | KCMG                    | Labour Party   | 1993–1996 |                                                                                  |
| 26. | Douglas Lorimer Kidd (1941–)           |                         | National Party | 1996–1999 |                                                                                  |
| 27. | Jonathan Lucas Hunt (1938–)            | ONZ                     | Labour Party   | 1999–2005 |                                                                                  |
| 28. | Margaret Wilson (1947–)                |                         | Labour Party   | 2005–2008 |                                                                                  |
| 29. | Alexander Lockwood Smith (1948–)       |                         | National Party | 2008–2013 |                                                                                  |
| 30. | David Cunningham Carter (1952–)        |                         | National Party | 2013–2017 |                                                                                  |
| 31. | Trevor Mallard (1954–)                 |                         | Labour Party   | 2017–2022 |                                                                                  |
| 32. | Adrian Rurawhe                         |                         | Labour Party   | 2022–     |                                                                                  |